# Брисеньо, Джонни
Хуан Антонио Брисеньо, известен как Джонни Брисеньо (Juan Antonio Briceño, Johnny Briceño; род. 17 июля 1960) — белизский политик, 5-й премьер-министр Белиза с 2020 года. Лидер Народной объединённой партии с 2016 года, лидер парламентской Оппозиции в 1998—2007 годах, заместитель премьер-министра при Саиде Мусе.

## Биография
Брисеньо родился в городе Ориндж-Уолк (Британский Гондурас, сейчас Белиз) 17 июля 1960 года. Его отец, Элихио Джо Брисеньо (1938—2016), был председателем Белизской ассоциации фермеров, выращивающих сахарный тростник, а затем занимал пост министра энергетики и коммуникаций.
Брисеньо окончил младший колледж Мафлеса в Ориндж-Уолк в 1978 году. Затем получил степень младшего специалиста в области делового администрирования в колледже Св. Иоанна в 1980 году и степень бакалавра делового администрирования в Техасском университете в Остине в 1985 году.
В 1990 году Брисеньо и его брат Хайме основали Centaur Communications, провайдера кабельного телевидения, который позже стал предоставлять услуги интернета, телевизионных новостей и радио.

## Политическая карьера
Брисеньо был впервые избран в Палату представителей Белиза от избирательного округа Центральный Ориндж-Уолк в 1993 году. В 1994 году он успешно баллотировался на выборах в городской совет Ориндж-Уолк.
В 1994 году Брисеньо был избран сопредседателем Народной объединённой партии (НОП), а в 1996 году был избран заместителем лидера партии. Когда НОП победила на выборах 1998 года, Брисеньо был назначен заместителем премьер-министра и министром природных ресурсов и окружающей среды.
В августе 2004 года он возглавил группу министров, известную как альянс G-7, которые выдвинули ряд требований о реформе, включая увольнение Ральфа Фонсека из кабинета министров. Когда премьер-министр Саид Муса не смог выполнить эти требования, группа подала в отставку; однако впоследствии Муса согласился со всеми требованиями, за исключением увольнения Фонсека, и министры G-7 остались в кабинете министров. Брисеньо также получил дополнительный портфель министра финансов. Позже Брисеньо был одним из министров, выступивших против предложения Мусы погасить долг страны за универсальные службы здравоохранения; в результате этого Муса попытался понизить Брисеньо с должности заместителя премьер-министра, но Брисеньо отказался принять предложенные ему меньшие должности в кабинете и вместо этого подал в отставку 5 июня 2007 года.
На национальном съезде НОП в июле 2007 года Брисеньо был переизбран одним из заместителей лидера партии. На всеобщих выборах в феврале 2008 года, на которых партия потерпела поражение, Брисеньо был переизбран в своем избирательном округе Центральный Ориндж-Уолк; он был одним из шести прошедших кандидатов от партии.
30 марта 2008 года Брисеньо был избран лидером Народной объединённой партии на партийном съезде в Бельмопане, сменив Мусу, опередив Фрэнсиса Фонсеку, который считался кандидатом, предпочитаемым партийным истеблишментом, получив 330 голосов против 310 за Фонсеку.
Ссылаясь на неуказанные проблемы со здоровьем, Брисеньо внезапно ушёл в отставку с постов лидера партии и лидера Оппозиции в октябре 2011 года, не возглавив партию на всеобщих выборах. Он, однако, сохранил своё место в Национальном собрании. Его сменил на обеих руководящих должностях Фрэнсис Фонсека.

## Премьер-министр Белиза
11 ноября 2020 года Народная объединённая партия во главе с Брисеньо выиграла правительство на всеобщих выборах 2020 года, одержав убедительную победу над Объединённой демократической партией во главе с Патриком Фабером. Брисеньо вступил в должность премьер-министра Белиза 12 ноября 2020 года. Он стал первым премьер-министром не из города Белиз.